# Calliphora sinensis
Calliphora sinensis är en tvåvingeart som beskrevs av Ho 1936. Calliphora sinensis ingår i släktet Calliphora och familjen spyflugor. Inga underarter finns listade i Catalogue of Life.